# Metacarcinus novaezelandiae
Metacarcinus novaezelandiae is een krabbensoort uit de familie van de Cancridae. De wetenschappelijke naam van de soort werd in 1846 als Platycarcinus novaezelandiae gepubliceerd door Hombron & Jacquinot.